# All This Love
All This Love (englisch für „All diese Liebe“) ist ein Lied des deutschen DJs Robin Schulz, in Kooperation mit der US-amerikanischen R&B-Sängerin Harlœ. Das Stück ist die zweite Singleauskopplung aus Schulz’ vierten Studioalbum IIII.

## Entstehung und Artwork
All This Love wurde gemeinsam von Stuart Crichton, Daniel Deimann, Tommy Lee James, dem Produzententeam Junkx (bestehend aus: Dennis Bierbrodt, Stefan Dabruck, Jürgen Dohr und Guido Kramer), Jessica Karpov (Harlœ) sowie Robin Schulz geschrieben. Die Produktion erfolgte durch die Zusammenarbeit von Crichton, Junkx und Schulz. Für die Instrumentalisierung in Form von Keyboards sowie die Programmierung erhielten Junkx und Schulz durch Deimann Unterstützung. Darüber hinaus zeichnete das Produzententeam um Junkx für die Abmischung und das Engineering des Liedes verantwortlich.
Auf dem Cover der Single ist lediglich – neben Künstlernamen und Liedtitel – Schulz, vor einem Nachthimmel, zu sehen. Man sieht ihn größtenteils aus der Rückansicht, mit dem Blick nach links gerichtet. Sein Gesicht ist normal gehalten, während der Rest digital entfremdet wurde. Im Himmel ist mittig eine Pyramide zu erkennen, am oberen rechten Rand findet sich ein asiatisches Wort wieder.

## Veröffentlichung und Promotion
Die Erstveröffentlichung von All This Love erfolgte als Download- und Streaming-Single am 3. Mai 2019 durch das Musiklabel Warner Music, verlegt wurde das Lied durch Evan and Eman Publishing, Junkx Edition, Native Tongue Music Publishing, Osz Music Edition und Still Working for the Man Music. Die Singleveröffentlichung erfolgte als 2-Track-Single und beinhaltet die vorherige Singleauskopplung Speechless als B-Seite. Am 26. Februar 2021 erschien All This Love letztlich als Teil von Schulz’ vierten Studioalbum IIII.
Das Videoportal TVNOW nutzte All This Love als Titelsong eines Werbespots im Sommer 2019, damit war das Stück in diversen Werbeunterbrechungen der RTL Deutschland zu hören.

## Inhalt
Der Liedtext zu All This Love ist in englischer Sprache gehalten und bedeutet ins Deutsche übersetzt so viel wie „All diese Liebe“. Die Musik und der Text wurden gemeinsam von Stuart Crichton, Daniel Deimann, Tommy Lee James, Junkx, Jessica Karpov (Harlœ) sowie Robin Schulz geschrieben beziehungsweise komponiert. Musikalisch bewegt sich das Lied im Bereich des Deep House, einer Stilrichtung der elektronischen Tanzmusik. Das Tempo beträgt 124 Schläge pro Minute.
Inhaltlich behandelt All This Love die schweren Entscheidungen, die man in der Liebe treffen muss, welche man später bereuen könnte. Aufgebaut ist das Lied auf zwei Strophen und einem Refrain. Es beginnt mit der ersten Strophe, auf die ein Pre-Chorus sowie schließlich der eigentliche Refrain mit kurzem Post-Chorus folgt. Es folgt die zweite Strophe, an die sich diesmal direkt der Refrain ohne Pre-Chorus anschließt. Nach dem zweiten Refrain endet das Stück mit dem sich wiederholenden Post-Chorus, der aus Teilen des Refrains besteht. Der Hauptgesang des Liedes stammt von der US-amerikanischen R&B-Sängerin Harlœ, Schulz wirkt lediglich als DJ an dem Stück mit.
| “So what are we gonna do with all this love? And in 12 years time, will we smile when we think about us? (Hey) Our timing is a mess, but that don’t mean that it means less. And if we have to say goodbye ’cause it’s for the best. What are we gonna do with all this love? (Yeah)” – Refrain, Originalauszug | „Also, was haben wir mit all dieser Liebe vor? Werden wir nach 12 vergangenen Jahren lächeln, wenn wir an uns denken? (Hey) Unser Zeitmanagement ist ein Chaos, das bedeutet jedoch nicht, dass es weniger bedeutet. Wenn wir uns von einander verabschieden müssen, weil es das Beste ist, was werden wir mit all dieser Liebe anstellen? (Yeah)“ – Refrain, Übersetzung |

## Musikvideo
Zu All This Love erschienen insgesamt zwei offizielle Musikvideos. Bei dem ersten Video handelt es sich um ein Lyrik-Video, in dem lediglich das Coverbild zur Single sowie für Lyrik-Videos typischerweise die jeweils aktuellen Liedzeilen zu sehen sind. Das Lyrik-Video feierte am 3. Mai 2019 – dem Tag der Singleveröffentlichung – auf YouTube seine Premiere. Warner Music selbst beschrieb das Video als „intergalaktisches Lyrik-Video“ mit einem „3D-Raster-Robin“. Für die Entstehung des Videos zeichnete Mdepict verantwortlich.
Das offizielle Musikvideo zu All This Love wurde in Bangkok (Thailand) gedreht und feierte am 9. Mai 2019 seine Premiere. Zu sehen ist die Geschichte eines vermeintlichen Liebespaares. Das Video beginnt mit dem Pärchen gemeinsam im Bett eines Hotelzimmers, wobei sie aufwacht. Sie (gespielt von Mariska Pretorius) erhebt sich zunächst und schaut zu ihrem Partner, ehe sie aufsteht, sich fertig macht, sich die Schlüssel schnappt und die Wohnung verlässt. Pretorius begibt sich gezielt zu einem kleinen Laden. In diesem befindet sich eine leicht geöffnete Tür, aus der es blitzt. Fortan ist nur noch er (gespielt von Yannick Mabille) zu sehen und sie taucht nicht mehr während des Videos auf. In der nächsten Szene wacht Mabille auf, stellt fest, dass Pretorius weg ist und macht sich auf die Suche nach ihr. Am Abend betrinkt er sich in einer Bar und gerät in einen Konflikt mit zwei anderen Gästen, ehe er nach Hause taumelt. Am nächsten Tag begibt er sich nach der Arbeit erneut auf die Suche, hierbei wird er zunächst von einem Passanten angerempelt, ehe er in seiner Tasche eine Visitenkarte bemerkt. Mabille begibt sich zur besagten Adresse, die ihn zum gleichen Laden führt wie Pretorius. Mabille sieht ebenfalls die Tür und geht durch diese hindurch. Er trifft auf einen alten Mann (gespielt von Somsak Komolbhan), der ihm zwei Pillen anbietet. Mabille schluckt diese und beginnt sich zu verpixeln und digitalisieren, bevor er komplett verschwindet und sich in digitaler Form neu vor einem schwarzen Hintergrund aufbaut. Mit dieser Szene und dem Hinweis „To be Continued“ (englisch für „Fortsetzung folgt“) endet das Video. Die Gesamtlänge des Videos beträgt 3:13 Minuten. Regie führte Robert Wunsch. Bis heute zählen beide Musikvideos über 1,3 Millionen Aufrufe bei YouTube (Stand: Mai 2019).

## Mitwirkende
| Liedproduktion - Stuart Crichton: Komponist, Liedtexter, Musikproduzent - Daniel Deimann: Keyboard, Komponist, Liedtexter, Programmierung - Tommy Lee James: Komponist, Liedtexter - Junkx: Abmischung, Keyboard, Komponist, Liedtexter, Musikproduzent, Programmierung, Toningenieur - Jessica Karpov (Harlœ): Gesang, Komponist, Liedtexter - Robin Schulz: DJ, Keyboard, Komponist, Liedtexter, Musikproduzent, Programmierung Unternehmen - A Current State: Filmproduzent (Musikvideo) - Evan and Eman Publishing: Verlag - Junkx Edition: Verlag - Osz Music Edition: Verlag - Native Tongue Music Publishing: Verlag - Still Working for the Man Music: Verlag - Warner Music Group: Musiklabel | Musikvideo (Auswahl) - Vorakit Baderschneider: Kameraassistent - Paul Bröse: DIT, Filmeditor - Woravit Cherdphanit: Schauspieler - Phillip Kaminiak: Kameramann - Somsak Komolbhan: Schauspieler - Yannick Mabille: Schauspieler - Mdepict: Regisseur (Lyrik-Video) - Mariska Pretorius: Schauspieler - Ittiphon Ruangyakab: Oberbeleuchter - Komson Sroymora: Schauspieler - Robert Wunsch: Executive Producer, Regisseur - Michael Yosef: Filmproduzent |

## Rezensionen
Manuel Probst vom Online-Magazin Dance-Charts ist der Meinung, dass All This Love abermals ein Erfolg werden könne. Die „melancholische Deep-House-Nummer“ sei mit ihrer „prägnanten Melodie“ und „mainstreamtauglichen“ Klängen inklusive Harlœs „erstklassigen“ Gesang bestens fürs Airplay geeignet. Fans von ihm bekämen den „unverkennbaren Stil“ von Schulz zu hören mit der „nötigen“ Weiterentwicklung. Probst beschrieb All This Love als einen „hitverdächtigen Ohrwurm“.

## Kommerzieller Erfolg

### Chartplatzierungen
All This Love erreichte in Deutschland Position 24 der Single Top 100 und konnte sich insgesamt 21 Wochen in der Hitparade halten. In den deutschen Dancecharts erreichte die Single mit Position drei seine höchste Chartnotierung. Darüber hinaus platzierte sich die Single mehrere Tage in den deutschen iTunes-Tagesauswertungen und erreichte mit Position vier seine höchste Chartnotierung am 5. Mai 2019. In Österreich erreicht die Single in 16 Chartwochen Position 32 und in der Schweiz in insgesamt 22 Chartwochen Position 28 der Charts. 2019 belegte die Single Position 76 der deutschen Single-Jahrescharts. In den deutschen Airplay-Jahrescharts erreichte die Single Rang 15 und war damit nach Narcotic (Younotus, Janieck & Senex) und Speechless (Robin Schulz feat. Erika Sirola) der dritt meistgespielte Titel eines deutschen Interpreten.
Für Schulz als Interpret ist dies der 17. Charterfolg in Deutschland sowie der 16. in der Schweiz und der 14. in Österreich. Als Produzent ist es sein 15. Charterfolg in Deutschland sowie jeweils sein 14. in Österreich und der Schweiz. In seiner Autorentätigkeit ist es der 14. Charterfolg in Deutschland und jeweils der 13. in Österreich und der Schweiz. Harlœ erreichte in allen Funktionen mit All This Love erstmals die Charts in allen D-A-CH-Staaten. Die Gruppierung um Junkx erreichte hiermit zum 17. Mal die deutschen Singlecharts als Autorenteam sowie zum 13. Mal die Schweizer Hitparade und zum elften Mal die österreichischen Singlecharts. Als Produzenten erreichten sie ebenfalls zum 17. Mal die deutschen Charts sowie zum 14. Mal die Charts in der Schweiz und zwölften Mal in Österreich. Für Crichton ist All This Love der sechste Charterfolg in seiner Autorentätigkeit in Deutschland sowie nach Beware of the Dog (Jamelia) und Stargazing (Kygo feat. Justin Jesso) der dritte in Österreich und nach Don’t Go Breaking My Heart (Backstreet Boys) und Stargazing ebenfalls der dritte in der Schweiz. Als Produzent erreichte er in Deutschland ebenfalls zum sechsten Mal die Singlecharts in Deutschland sowie zum zweiten Mal nach Beware of the Dog in Österreich und ebenfalls zum zweiten Mal nach Don’t Go Breaking My Heart in der Schweiz. Für James ist es jeweils der vierte Autorenerfolg in den deutschen und österreichischen Singlecharts sowie nach That’s the Way My Heart Goes (Marie Serneholt) und Are You With Me (Lost Frequencies) der dritte in der Schweiz. Deimann erreichte nach Fading (Alle Farben & Ilira) zum zweiten Mal die Charts aller D-A-CH-Staaten als Autor.
| ChartsChartplatzierungen | Höchstplatzierung | Wochen |
| ------------------------ | ----------------- | ------ |
| Deutschland (GfK)        | 24 (21 Wo.)       | 21     |
| Österreich (Ö3)          | 32 (16 Wo.)       | 16     |
| Schweiz (IFPI)           | 28 (22 Wo.)       | 22     |

| ChartsJahrescharts (2019) | Platzierung |
| ------------------------- | ----------- |
| Deutschland (GfK)         | 76          |

### Auszeichnungen für Musikverkäufe
Im November 2019 wurde All This Love in Österreich und im März 2020 in Deutschland jeweils mit einer Goldenen Schallplatte für über 15.000 bzw. über 200.000 verkaufte Einheiten ausgezeichnet. Europaweit erhielt die Single drei Goldene Schallplatten für über 240.000 verkaufte Einheiten.
| Land/Region        | Auszeichnungen für Musikverkäufe (Land/Region, Auszeichnung, Verkäufe) | Verkäufe |
| ------------------ | ---------------------------------------------------------------------- | -------- |
| Deutschland (BVMI) | Gold                                                                   | 200.000  |
| Österreich (IFPI)  | Gold                                                                   | 15.000   |
| Polen (ZPAV)       | Gold                                                                   | 25.000   |
| Insgesamt          | 3× Gold ·                                                              | 240.000  |

Hauptartikel: Robin Schulz/Auszeichnungen für Musikverkäufe